# Charlotte Warsen
Charlotte Warsen (* 1984 in Recklinghausen) ist eine deutsche Lyrikerin.

## Leben
Charlotte Warsen studierte Malerei und Englisch in Düsseldorf, Köln und Joensuu. Neben ihrer schriftstellerischen Tätigkeit promoviert sie in der Philosophie und unterrichtet an einer Berliner Schule.

## Veröffentlichungen

### Einzeltitel
vom speerwurf zu pferde. Luxbooks, Wiesbaden 2014.
Plage. Kookbooks, Berlin, 2019.

### Herausgabe
Kulturtechnik Malen. Fink, Paderborn 2019

## Auszeichnungen
- 2021 Aufenthaltsstipendium Akademie Schloss Solitude[6]
- 2019 Arbeitsstipendium Stiftung Preußische Seehandlung[7]
- 2019 Wolfgang-Weyrauch-Preis[8]
- 2018 Aufenthaltsstipendium Schloss Wiepersdorf[9]
- 2017 Arbeitsstipendium Berliner Senat[10]
- 2016 Förderpreis Gesellschaft für Westfälische Kulturarbeit e.V.[11]